# Maximilian Steinberg
Maksimilian Ossejevitj Sjtejnberg (russisk: Максимилиан Осеевич Штейнберг, født 4. juli 1883 i Vilnius, død 6. december 1946 i Leningrad i Sovjetunionen) var en russisk komponist af jødisk afstamning.
Steinberg studerede hos Nikolaj Rimskij-Korsakov og Alexander Glazunov. Han var stilistisk beslægtet med sine to lærere, og var ofte inspireret af russisk litteratur. Han var en brilliant orkestrator, og komponerede 5 symfonier, orkesterværker, sange og musik til scenen. 
I 1908 giftede han sig med Rimskij-Korsakov's datter, og færdiggjorde Korsakov's musikteoretiske bog Principles of Orchestration efter dennes død året efter. 
Steinberg er i dag glemt, men var i sin tid en af Ruslands store kompositoriske håb.

## Udvalgte værker
- Symfoni nr. 1 (1905-1906) - for orkester
- Symfoni nr. 2 "Til minde om Rimskij-Korsakov" (1909) - for orkester
- Symfoni nr. 3 (1928) - for orkester
- Symfoni nr. 4 "Turksib" (1933) - for orkester
- Symfoni nr. 5 "Symfonisk rapsodi over usbekiske temaer" (1942) - for orkester
- "Dramatisk fantasi" (1910) - for orkester
- "Frem!" (1943) (Usbekisk heroisk overture) - for orkester
- Violinkoncert (1946) - for violin og orkester
- 2 Strygekvartetter (1907, 1925)
- "Vandnymfen" (1907) (kantate) - for sopran, kvindekor og orkester